# Geki
Giacomo Russo poreclit Geki (n. 23 octombrie 1937 – d. 18 iunie 1967) a fost un pilot italian de Formula 1 care a evoluat în Campionatul Mondial între anii 1964 și 1966.